# Trochophora

De anatomie van een trochophore
A - episfeer
B - hyposfeer
1 - zenuwknopen
2 - apicale kuif
3 - prototroch
4 - metatroch
5 - nefridium
6 - anus
7 - protonefridia
8 - maagdarmkanaal
9 - buccale opening
10 - blastocoel

Trochophora of trochofoor (oudgrieks τροχός trochós "wiel, band", φορέω phoréō "ik draag") zijn voornamelijk planktonachtige larven van de meeste borstelwormen (Polychaeta) en andere ringwormen, evenals die van enkele andere groepen dieren, waaronder enkele weekdieren (Mollusca) en de kelkwormen (Entoprocta). 
Deze taxa zijn binnen de Lophotrochozoa gegroepeerd onder de naam “Trochozoa”. Niet alle Protostomia hebben trochophorae. Trochophore larven zijn peervormig tot rond en hebben een wielvormige band van trilharen (prototroch), waarmee ze zich draaiend voortbewegen en om hun voedsel dichterbij te brengen om het gemakkelijker te kunnen vangen. Ze voeden zich aanvankelijk met de dooierreserves, later met eencellige organismen zoals algen, flagellaten of bacteriën.
Verdere ontwikkeling vereist meestal vestiging, dat wil zeggen de vestiging van de planktonlarve op een substraat, die wordt veroorzaakt door bepaalde chemische signaalstoffen of een complexe combinatie van dergelijke inductoren.

## Levenscyclus

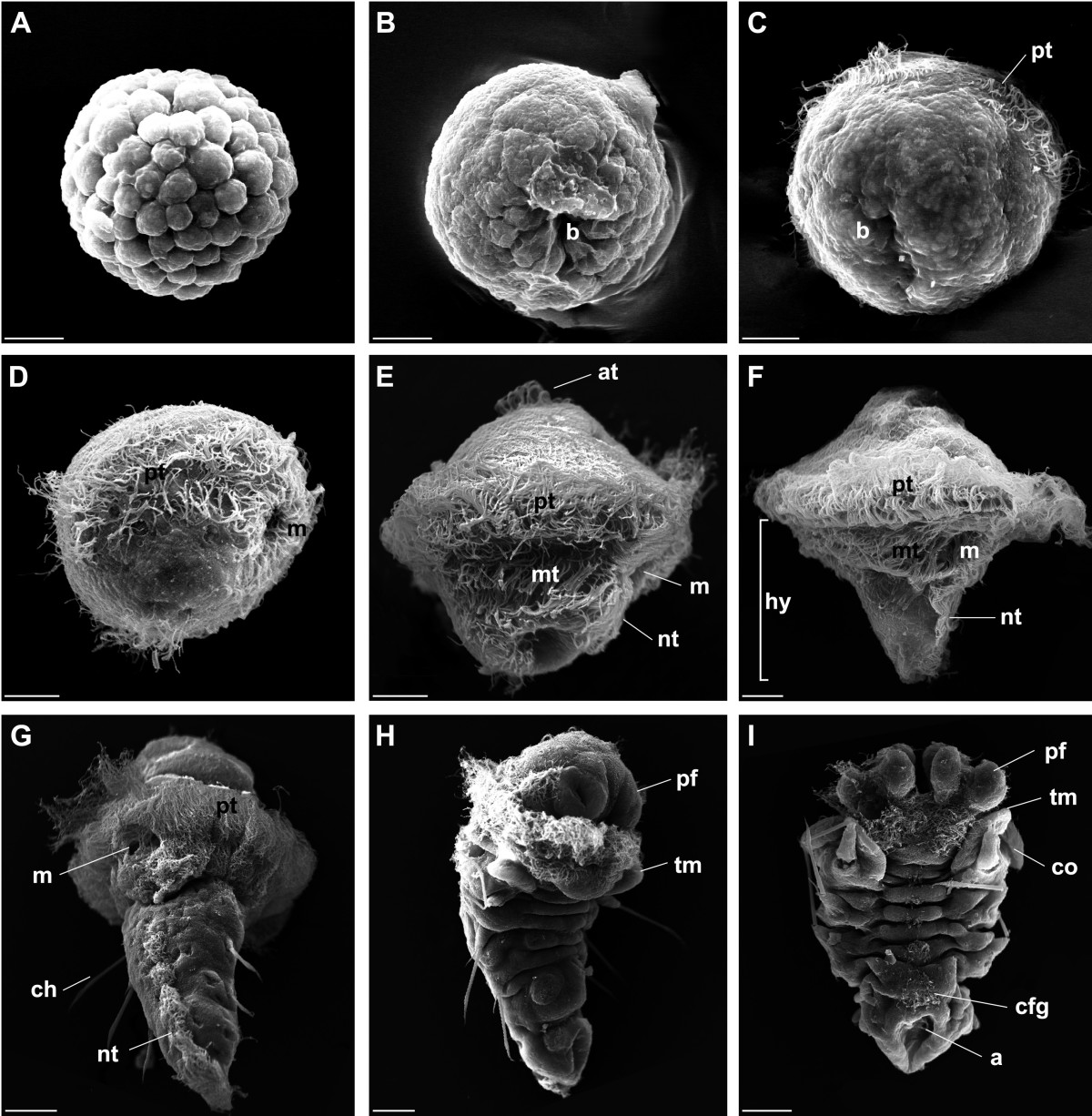
Helderveldmicroscoopbeeld van de trochophora van de ringworm Pomatoceros lamarckii (familie Serpulidae)

Het voorbeeld van de ontwikkeling van de ringworm Pomatoceros lamarckii (familie Serpulidae) toont verschillende trochophorastadia (afbeelding: D-F):

D - vroege trochophora;

E - complete trochophora;

F - late trochophora;

G - metatrochophora;

H - Metamorfoserende larve, lateraal aanzicht;

I - Metamorfose worm, dorsaal aanzicht

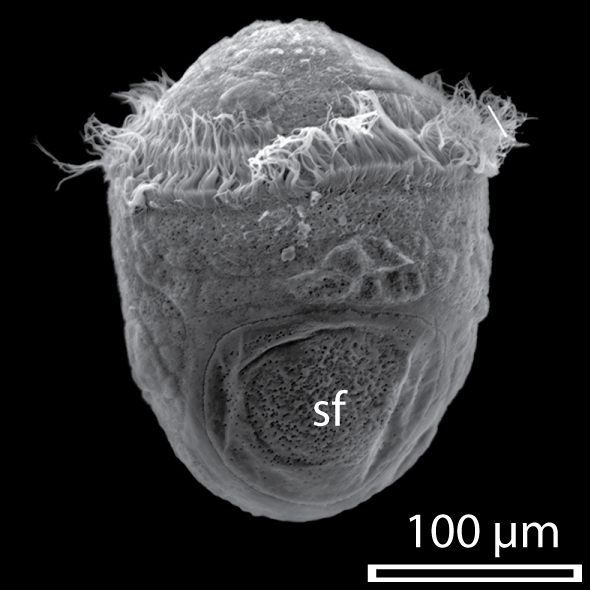
9 uur oude trochophora van de zeeslak Haliotis asinina (sf - schelpveld)
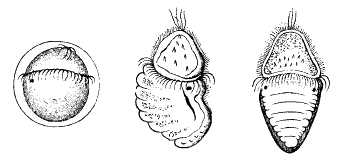
Ontogenese van de Polyplacophora: De eerste afbeelding toont de trochophora, de tweede toont het stadium in metamorfose, de derde is een juveniel (rasterelektronenmicroscoop: SEM)
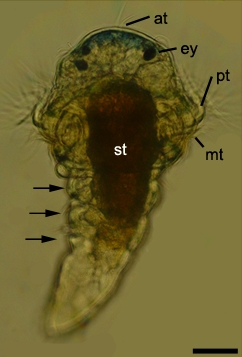
Helderveldmicroscoop afbeelding van de metatrochophora van de ringworm Pomatoceros lamarckii (familie Serpulidae). Schaalbalk: 50 μm; dorsaal aanzicht. at, apicale kuif. in, darm. m, mond. mt, metatroch. pt, prototroch. st, maag. ey, oogvlek. Segmenten aangegeven met pijlen.
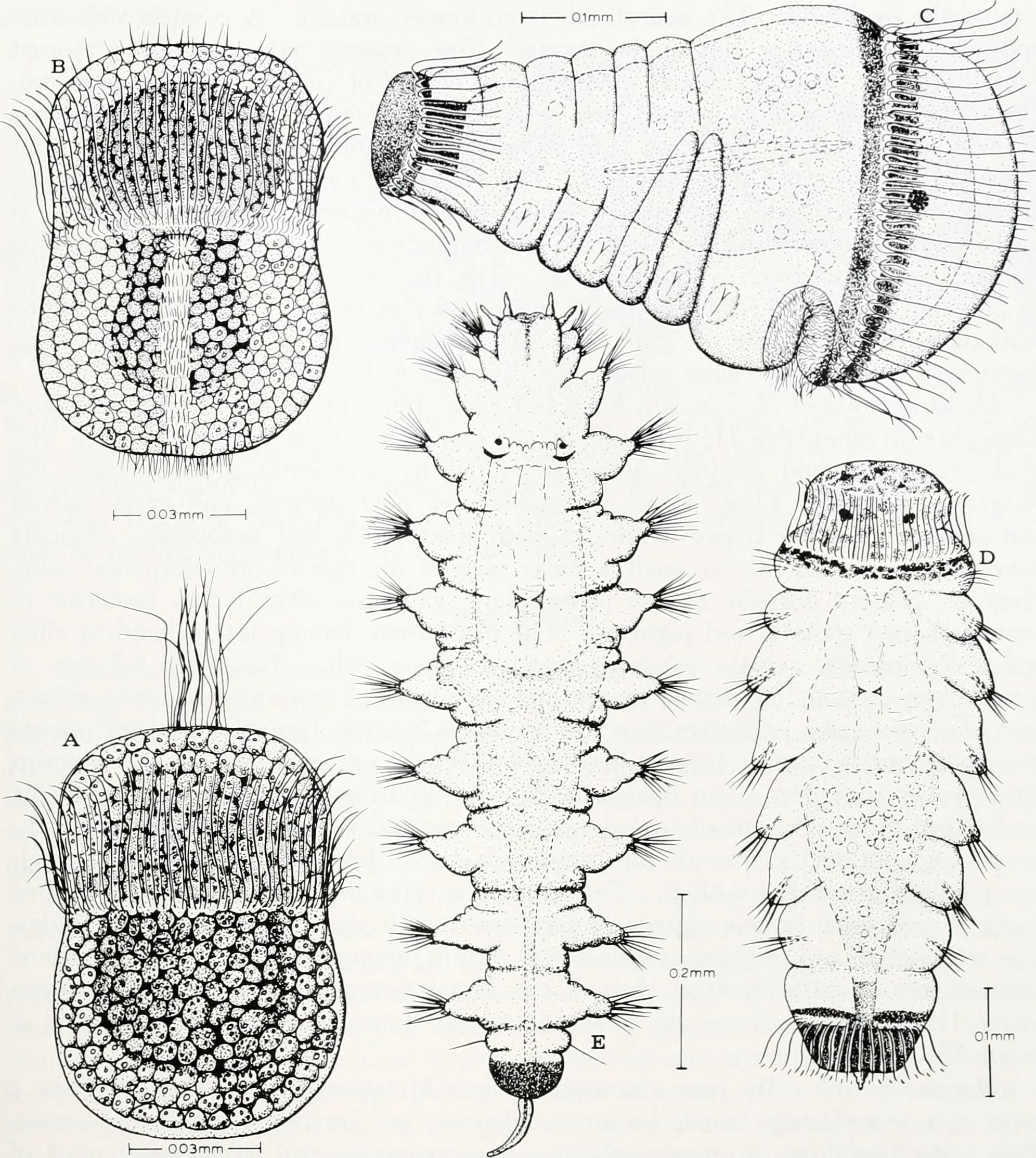
Larven van Aglaophamus neotenus, A, vroege trochophora; B, trochophora; C, metatrochophora I met diatomeeën aanwezig in de darm; D, Metatrochophora II, E, juveniel.
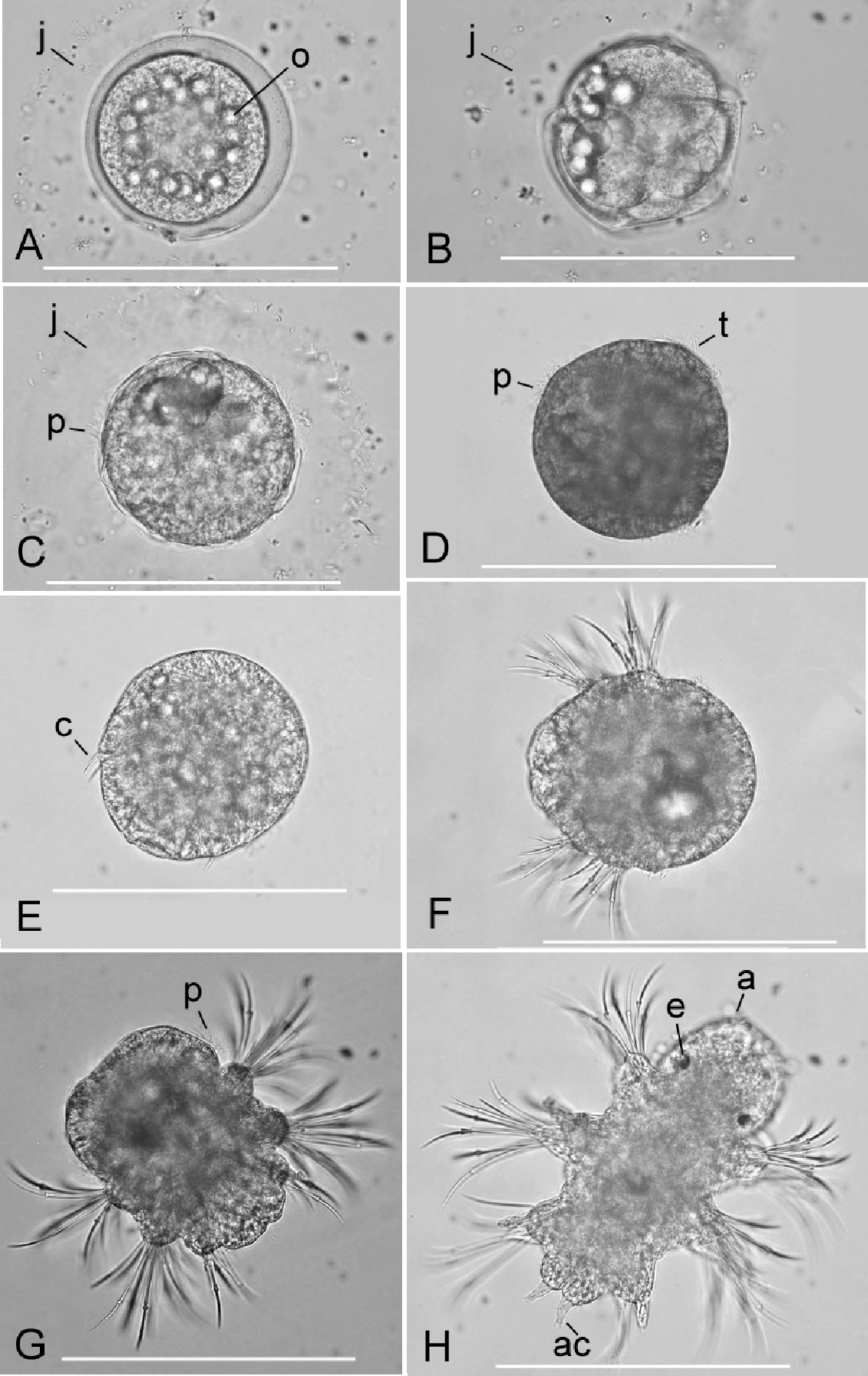
Neanthes glandicincta A bevruchte eicel; B 4-cellen; C vroeg trochophora stadium; D vrijzwemmende trochophora larve net na het uitkomen uit de geleilaag, trilhaarbanden van de prototroch en telotroch (t) E vrijzwemmende vroege metatrochophoralarve, twee paar bosjes chaetae (c); F vrijzwemmende 2-chaetiger laat-metatrochophora larve, twee paar chaetae kuifjes G vrijzwemmende vroege 3-chaetiger nectochaeta-larve met drie paar chaetae kuifjes;  H een paar ogen (e), antennes (a) anale cirri (ac). Schaalbalk: 0,2 mm.